# Gerardo Miranda
Gerardo Miranda Concepción (Nuakchot, África Occidental Francesa, actual Mauritania, 16 de noviembre de 1956) es un exfutbolista español que repartió su carrera profesional entre la U. D. Las Palmas y el F. C. Barcelona.

## Trayectoria
Comenzó su carrera como extremo en la cantera de la Unión Deportiva Las Palmas, se incorporó al primer equipo en 1976 y ahí conoció los primeros éxitos de su trayectoria, como el subcampeonato logrado en la Copa del Rey de 1978.
El F. C. Barcelona lo fichó en 1981 ya reconvertido a lateral, permaneciendo hasta 1988. En las siete temporadas en el Barça jugó 279 partidos (145 de liga, en los que marcó 5 goles). Su mejor temporada fue en 1984-85, en la que participó en 28 partidos (con tres goles) y donde los catalanes aseguraron el título de liga. 
Tras finalizar su contrato con el Barcelona retornó a la U. D. Las Palmas donde permaneció hasta su retirada en 1990. Años después de retirarse profesionalmente se incorporó a la plantilla de fútbol indoor de la U. D. Las Palmas. 

## Selección
Gerardo jugó nueve veces para la Selección de fútbol de España (5 victorias, dos empates y dos derrotas), debutando contra Portugal en Oporto (Portugal 2 - España 0) el 20 de junio de 1981 y jugando por última vez el España 2 - Islandia 1 en Sevilla, el 25 de septiembre de 1985.

## Palmarés

### Torneos nacionales
| Título              | Club            | País   | Año  |
| ------------------- | --------------- | ------ | ---- |
| Copa de la Liga     | F. C. Barcelona | España | 1983 |
| Copa del Rey        | F. C. Barcelona | España | 1983 |
| Supercopa de España | F. C. Barcelona | España | 1983 |
| Liga Española       | F. C. Barcelona | España | 1985 |
| Copa de la Liga     | F. C. Barcelona | España | 1986 |
| Copa del Rey        | F. C. Barcelona | España | 1988 |

### Torneos internacionales
| Título           | Equipo (*)      | Sede      | Año  |
| ---------------- | --------------- | --------- | ---- |
| Recopa de Europa | F. C. Barcelona | Barcelona | 1982 |

(*) Incluyendo la selección